# Доменико ди Бартоло
Домèнико ди Бàртоло (на италиански: Domenico di Bartolo) с рождено име Доменико Геци (Domenico Ghezzi; * 1400/1404 г., Ашано, † 1444/1447, Сиена, Сиенска република) е италиански художник от Сиенската школа.
До началото на 15 век той е един от художниците на Сиена, най-повлиян от новия флорентински стил на рисуване. По времето, когато е активен и работи, Доменико е единственият сиенски художник, получавал поръчки от клиенти във Флоренция. Той също е нает от Лоренцо Векиета, наричан още Лоренцо ди Пиетро, за да работи заедно с него за фреската „Грижата за болните“, която днес се смята за шедьовър на Залата на поклонниците в болницата Санта Мария дела Скала (Сиена).
Доменико за първи път се появява в света на ранното ренесансово изкуство през 1420 г. Той, заедно с няколко други неизвестни сиенски художници, е документиран като част от реставрационен проект за изрисуване на Катедралата в Сиена. Той е записан за първи път като майстор през 1428 г. в списък на Гилдията на художниците (ruolo dei pittori). Първата му оцеляла подписана и датирана творба идва от 1433 г.: „Мадоната на смирението и четирите музикални ангела“. През 1433 г. той също рисува „Богородица с Младенеца, заобиколен от светци". Година по-късно, през 1434 г., Доменико предоставя дизайн за подова плоча в Катедралата на Сиена въз основа на рисунка на император Сигизмунд, пребивавал в Сиена от 1432 до 1433 г. От 1435 до 1440 г. Доменико е ангажиран с фрескова поръчка за сакристията на катедралата. Тази работа обаче е прекъсната през 1438 г., което му дава време да отиде в Перуджа, за да нарисува олтар за църквата на манастира „Санта Джулиана“, която сега е изложена в Националната галерия на Умбрия. През 1437 г. той също поема договор за изпълнение на олтар за монасите от „Сан Агостино“ в Ашано. До 1439 г. творецът получава заплащане да работи в сиенската болница „Санта Мария дела Скала“. Стенописите, изпълнени в Залата на поклонника (Pellegrinaio) на болницата между 1439 и 1440 г., представляват сцени от историята на институцията и добрите дела; те са последните завършени творби на художника и се смятат за негови шедьоври. В по-голямата си част произведенията на Доменико са базирани в Перуджа и единствената му известна дейност извън Сиена може да е била във Флоренция, тъй като първият му биограф, Джорджо Вазари, записва произведения, извършени от него в църквите „Кармине“ и „Санта Тринитà“. През януари 1440 г. Доменико ди Бартоло се жени за Антония Панилини, а на 18 февруари 1446 г. тя е официално спомената като вдовица.

## Биография
Роден е в Ашано около 1400 г. Джорджо Вазари в своите „Жизнеописания на знаменитите живописци“ съобщава, че е племенник и ученик на художника Тадео ди Бартоло, „бил е скромен и приятен и се е отличавал с изключителна любезност и учтивост“. Твърдението му за племенник не е потвърдено. Несъмнено Доменико учи при Тадео ди Бартоло и дори известно време някои от неговите произведения са приписвани на учителя му. Много рано се премества в Сиена. Освен в Сиена работи и в Ашано и Перуджа. Точната дата на смъртта му не е известна. Последният път когато неговото име се споменава в документите, е през 1445 г., т.е. скоро след като свършва работата си над фреските в болницата „Санта Мария дела Скала“. 

## Творчество

### Начални години в Сиена
В сиенските документи името на Доменико ди Бартоло за първи път се появява през 1420 г. в качеството си на участник по работите в Сиенската катедрала, които в документа не са назовани. В списъка на Гилдията на сиенските художници неговото име се появява през 1428 г. В същата година той отива в Рим и вижда работите на Пизанело в църквата „Сан Джовани ин Латерано“, който е считан за проводник на флорентинските художествени новации, които се проявяват у Доменико още с първите му работи. Влиянието на Филипо Липи може да се забележи в „Мадоната с Младенеца на трон“ (ок. 1432-1444 г.,, Музей на Принстънския университет). Няма други сведения за ранните му години на артистичен живот. Периоди на обучение в римската международна среда, флорентинската среда, художникът Мартино ди Бартоломео и други са изложени като хипотеза от различни експерти.
Първата творба, приписвана на него, датирана от около 1430 г., е Мадоната с Младенеца между Светите Петър и Павел, вероятно частна поръчка и сега се съхранява в Колекция „Крес“ на Националната художествена галерия във Вашингтон. Тук могат да се видят многобройни влияния на зараждащия се флорентински ренесанс, като монументалното оформление на фигурите и пространствата, солидността на обвивката на Мария, вдъхновена от Мадоната на Св. Агата Метерца на Мазачо, ракурсът на ореолите и единичният източник на светлина на златен фон, отново вдъхновен от флорентинския майстор, както и звездните ореоли, извлечени от Паоло Учело. Дори нишата с мидовидния полукупол и путите, държащи венци, са вдъхновени от Донатело.
Първата сигурна творба в каталога на художника е Мадоната на смирението, поръчана от антуража на живия тогава свети Бернардин Сиенски и сега изложена в Националната пинакотека в Сиена. Творбата, подписана „Dominicus“ и датирана от 1433 г., поставя фигурите в три дълбоки регистъра (четири, ако включите свитъка в краката на Богородица) и има монументална солидност на фигурите и в същото време меланхолични и спокойни погледи, които се отнасят отново към флорентинската живопис.
На следващата година той прави мраморна инкрустация на пода на Сиенската катедрала със Сигизмунд и неговите министри. Има и рисунка с портрет на императора – подготвителна рисунка за подготовка на самата мраморна инкрустация, в която художникът подчертава своите портретни умения и която му печели репутацията на велик художник до такава степен, че той става една от отправните точки за големи обществени поръчки.
От 1435 до 1437 г. той изписва фреските на сакристията на катедралата с Историите на четиримата светци-покровители на Сиена, от които днес са останали само непълни фрагменти. Дейностите са прекъснати през 1438 г. поради смъртта на Якопо дела Куерча, работещ в катедралата в онези години, и са подновени едва през 1439 – 1440 г.

### Извън Сиена
През 1437 г. той получава поръчката да създаде олтар на Августинския манастир в Ашано – олтар, който сега е изгубен. Мадоната с Младенеца от Колекция „Джонсън“ в Музея на изкуствата във Филаделфия датира от същата година. Произведението като цяло е антинатуралистично и разкрива изненадващи архаизми, вероятно дължащи се на изостаналия вкус на неизвестен клиент.
През 1438 г. художникът се  мести в Перуджа. Негов е полиптихът с Мадоната с Младенеца между светиите Бенедикт, Йоан Кръстител, Юлиана и Бернардин, изложен днес в Националната галерия на Умбрия и поръчан от игуменката на манастира „Санта Джулиана“ в Перуджа. В тази работа се повтарят силните препратки към флорентинското изкуство от онова време, със силния натурализъм на лицата и пълните обеми.

### Завръщане в Сиена и успех
Най-значимото произведение на Доменико ди Бартоло без съмнение са фреските на сиенската болница „Санта Мария дела Скала“. Над фреските той работи вече в зряла възраст. Заръщайки се в Сиена през 1439 г., за да завърши стенописите в сакристията на катедралата, той също така получава важната поръчка за изписване на Залата на поклонника в болницата, където допринася за шест от десетте фрески в залата. Той работи там от 1440 до 1444 г. от името на ректора Джовани Буцикели. Две сцени на източната стена са посветени на събития, свързани с историята на болницата, за което под всяка фреска има пространствен коментар – „Разширяване на привилегиите на болницата от папа Целестин III“ (1442 г.) и „Разширение на болницата“ (1443 г.). В тях цари дух на тържественост, съответстващ на това важно събитие. На противоположната стена Доменико изписва четири фрески и в тях цари съвсем друга атмосфера: „Хранене на беден“ (1444 г.), „Отглеждане и женитба на сирачки“ (1442 г.), „Приемане на поклонници и раздаване на милостиня“ (1442 г.), и „Грижа за болните“ (1442 г.). На тези фрески е изобразен всекидневният живот на болницата-приют за страдащите, каквато е Санта Мария дела Скала, и в тях няма нито религиозна възвишенност, нито историческа помпозност. В тези фрески има удивително разнообразие на сюжети, пози и лица.
Доменико започва с четвъртата фреска на дясната стена – Грижа за болните и след това продължава с третата фреска на същата стена, изобразяваща Раздаването на милостиня. Тези първи две фрески показват силните флорентински влияния на художника, с обемни фигури, вдъхновени от Мазачо, архитектурата на Филипо Брунелески, дълбок хуманизъм, който може да се види в ренесансовите лица на героите и в уроците по медицина (хирургът в центъра мие краката на болния и физикът с черната шапка вляво работят в присъствието на ученици, за да ги инструктират) – характеристики, които се комбинират със способността на велик разказвач, фин декоратор, педантичен описател на детайли с по-готически отпечатък. В следващите стенописи флорентинският стил отстъпва място на размиването на ярките цветови контрасти, сплескването на фигурите, раздразнението на повествованието с множество герои, стереотипните лица за описание на ролите, ирационалната пространственост на средата и на фигурите, които често ги посещават – всички черти на готиката, който сиенската култура поддържа, за да уважава своята традиция и да се противопоставя на флорентинския стил.
Фреската с Мадона на мантията датира от 1444 г., намира се в Параклиса на мощите или на мантията на същата болница и през 1610 г. е преместена от ректора Агостино Киджи в старата сакристия на болницата, под мраморен навес, където е и сега. За да се адаптира към това ново място, фреската е отделена заедно с цялата стена и разделена на три части. Днес двете странични крила са разположени от двете страни на сенника, в снижена позиция по отношение на централния панел, така че да не засенчват стенописите отгоре от Векиета. Тук отново се вижда зрелият стил на художника, където милостива Мадона протяга ръката си, за да посрещне тълпа от религиозни и светски герои, коленичили съответно отдясно и отляво, всички предадени с онази готическа жилка, на която вече се възхищават в Залата на поклонничка.
Последната задача, получена от художника през 1444 г., е да изрисува люнет с Коронясването на Богородица за общината в залата на съвета на Палацо Публико. Работата току-що е започнала, но е завършена и подписана от Сано ди Пиетро на следващата година. Художникът вероятно умира между втората половина на 1444 и 1445 г. и поради тази причина вероятно не  успява да завърши фреската в Палацо Публико. Документ свидетелства, че съпругата му Антония, за която се жени през 1440 г., е вдовица през февруари 1447 г.

## Стил
Доменико ди Бартоло е най-съвременният предвестник на формалните завоевания на Ренесанса в сиенските земи, приемник на иновации дори преди много флорентинци, прилагайки например центрична линейна перспектива още през 1430-те години до първите стенописи в Залата на поклонника в Болница „Санта Мария дела Скала“ през 1440-41 г. 
Последната му фаза, от друга страна, бележи отдаване на архаични готически мотиви. С тази регресия в готически смисъл флорентинският ренесансов стил на Доменико ди Бартоло остава незавършен и не може да се изрази в своята пълнота, но този избор е съзнателен, продиктуван от културната среда на града, в който той живее, а не от личен избор. Докато може да рисува за частен клиент, художникът дава воля на всички нови актуализации в ренесансовия смисъл, но веднага щом репутацията му позволява да получи важни поръчки от големите институции на града – болницата и общината, художникът трябва да подготви превода на флорентински изобразителни текстове за използване от клиенти и потребители на неговия град. Най-новите критици са склонни да преоценяват зрелия стил на твореца, тъй като той успява да приеме от новата Флорентинска школа само това, което е съвместимо със сиенската традиция, смесвайки по съзнателен и отличен начин новите елементи на зараждащия се флорентински ренесанс с обикновената описателност, преувеличеното разказване на истории, героите и стереотипната пространственост на готическия стил, като по този начин реализира своя зрял стил, несравним през онези години и по-късно.

## Списък с творби
- Мадоната с Младенеца на трон със светиите Петър и Павел, около 1430 г., темпера върху дърво, 53x31 см, Национална художествена галерия, Вашингтон
- Мадона на смирението, 1433 г., темпера върху дърво, 93x59,5 cm, Национална художествена галерия, Сиена
- Император Сигизмунд с неговите министри, 1434 г., картон за мраморна инкрустация, под на Сиенската катедрала
- Истории на четиримата светци-покровители на Сиена, 1435-1437 и 1439-1440, останки от стенописи, сакристия на Сиенската катедрала
- Мадоната с Младенеца, 1437 г., темпера върху дърво, 61.9x43.8 cm, Музей на изкуството, Филаделфия
- Мадоната с Младенеца, 1435-1440, темпера върху дърво, 96x66 см, Музей на изкуствата на Принстънския университет, Принстън
- Полиптих на Света Юлиана, 1438 г., темпера върху дърво, Национална галерия на Умбрия, Перуджа
- Фрески на поклонника, 1440-1444 г., музеен комплекс „Санта Мария дела Скала“, Сиена
- Мадона от мантията, 1444 г., отделна фреска, Стара сакристия, Музеен комплекс „Санта Мария дела Скала“, Сиена
- Коронация на Богородица, 1444 г., фреска (току-що започната и завършена и подписана от Сано ди Петро през 1445 г., Зала на общинския съвет, Палацо Публико, Сиена.